# Musiques de Vision d'Escaflowne

Cet article présente la liste des albums de musique de l'anime Vision d'Escaflowne.

## Albums

### Vision  d'Escaflowne OST I - Over the Sky
(1996)
Label Victor

#### Liste des pistes
1. "Promises Not Necessary" - 3:32 (YK)
2. "Flying Dragon" - 2:37 (YK)
3. "Dance of Curse" - 4:06 (YK)
4. "Murder" - 4:01 (YK)
5. "Escaflowne" - 2:06 (YK)
6. "Angel" - 2:18 (YK)
7. "Cubic" - 2:06 (HM)
8. "Romance" - 5:43 (HM)
9. "Ne Zu Mi" - 3:24 (YK)
10. "Wings" - 3:34 (YK)
11. "Gloria" - 6:58 (HM)
12. "Eyes" - 2:57 (YK)
13. "Empty the Pocket" - 4:01 (YK)
14. "White Dove" - 5:36 (HM)
15. "Mystic Eyes" - 4:16 (HW)
16. "Deja Blue" - 1:16 (YK)

#### Crédits
- Yoko Kanno - Compositeur
- Hajime Mizoguchi - Compositeur
- Hiroki Wada - Compositeur/Interprète ("Mystic Eyes Only")
- Maaya Sakamoto - Interprète ("Promises Not Necessary", "Empty the Pocket")
- ACEILUX - Interprète ("White Dove")
- Yuuho Iwasoto - Auteur ("Promises Not Necessary", "Empty the Pocket")

### Vision d'Escaflowne OST II
(1996)

#### Liste des pistes
1. "Vision of Escaflowne" - 4:17 (YK)
2. "Fanelia" - 2:14 (YK)
3. "Ask the Owl" - 2:05 (YK)
4. "Charm" - 1:53 (YK)
5. "Country Man" - 1:35 (YK)
6. "A Mole Man" - 3:06 (YK)
7. "Cradle Song" - 1:28 (YK)
8. "Machine Soldier" - 2:29 (YK)
9. "Shadow of Doubt" - 4:42 (HM)
10. "A Far Cry" - 5:39 (HM)
11. "Market Place" - 2:53 (YK)
12. "Medicine Eater" - 2:53 (YK)
13. "Gods Drunk" - 2:31 (YK)
14. "Cat's Delicacy" - 3:19 (YK)
15. "Love" - 5:01 (YK)
16. "Hitomi's Theme" - 4:27 (HM)
17. "If You" - 4:42 (YK)

#### Crédits
- Yoko Kanno - Compositeur
- Gabrielle Robin - Auteur et interprète ("Medicine Eater", "Cat's Delicacy")
- Hajime Mizoguchi - Compositeur
- ACEILUX - Interprète ("Love"), auteur ("Love", "If You")
- Mai Yamane - Interprète ("If You")

### Vision d'Escaflowne OST III
(1996)

#### Liste des pistes
1. "Short Notice" - 0:43 (YK)
2. "Arcadia" - 5:14 (YK)
3. "Epistle" - 3:24 (YK)
4. "Farewell" - 2:50 (YK)
5. "Blue Eyes" - 3:14 (YK)
6. "Perfect World" - 4:40 (HM)
7. "I Recommend Instincts" - 4:44 (YK)
8. "Scrappy" - 1:42 (YK)
9. "Shrilly" - 2:11 (YK)
10. "Revenge" - 4:08 (YK)
11. "Illusion" - 1:37 (YK)
12. "Blaze" - 4:22 (YK)
13. "Fatal" - 1:11 (YK)
14. "Into the Light" - 4:38 (YK)
15. "Again" - 3:41 (YK)

#### Crédits
- Yoko Kanno - Compositeur
- Gabrielle Robin - Auteur ("Arcadia")
- Hajime Mizoguchi - Compositeur
- Maaya Sakamoto - Interprète ("Blue Eyes", "Into the Light")
- Masayoshi Furukawa - Interprète ("Perfect World")
- Julia Wilson - Interprète ("I Recommend Instincts")
- ACEILUX - Auteur ("Perfect World", "I Recommend Instincts")
- Yuuho Iwasoto - Auteur ("Into the Light")

### Vision Of Escaflowne: Lovers Only
(2004)
Label Victor
Compilation reprenant les meilleurs morceaux des 3 précédents albums plus quelques nouveaux titres.

#### Liste des pistes
1. "Promises Not Necessary (TV Edit)" - 2:12 (YK)
2. "The Vision of Escaflowne (Take 2)" - 4:19 (YK)
3. "Memory of Fanelia" - 3:11 (YK)
4. "Dance of Curse" - 4:06 (YK)
5. "Zaibach" - 2:12 (YK)
6. "Flying Dragon" - 2:37 (YK)
7. "Cradle Song" - 1:28 (YK)
8. "My Best Friend"(Tomodachi) - 3:42 (YK)
9. "Bird Cage" - 2:39 (HM)
10. "Chain" - 4:06 (YK)
11. "Epistle" - 3:24 (YK)
12. "Perfect World" - 4:40 (HM)
13. "Blaze (Take 2)" - 4:25 (YK)
14. "Hitomi's Theme" - 4:27 (HM)
15. "Angel" - 2:18 (YK)
16. "Cat's Feelings" - 3:52 (YK)
17. "Arcadia" - 5:14 (YK)
18. "The Day the Wind Blows" - 5:56 (YK)
19. "Mystic Eyes (TV Edit)" - 1:13 (Hiroki Wada)
20. "The Story of Escaflowne ~End Title" - 4:52 (YK)

#### Crédits
- Yoko Kanno - Compositeur
- Gabrielle Robin - Auteur ("Arcadia")
- Hajime Mizoguchi - Compositeur
- Hiroki Wada - Compositeur, interprète("Mystic Eyes")
- Maaya Sakamoto - Interprète ("Promises Not Necessary", "My Best Friend", "The Day the Wind Blows")
- Masayoshi Furukawa - Interprète ("Perfect World")
- Ikue Ohtani - Interprète ("Cat's Feelings")
- ACEILUX - Auteur ("Perfect World")
- Yuuho Iwasoto - Auteur ("Promises Not Necessary")

### Escaflowne - The movie
(2000)

#### Liste des pistes
1. "Ring" - 3:34 (YK)
2. "First Vision" - 4:10 (YK)
3. "Colors" - 3:06 (HM)
4. "Into Gaea" - 2:39 (YK)
5. "Enter The Dragon Slayers" - 2:00 (YK)
6. "Horse Ride" - 1:38 (YK)
7. "Gaean Sheep" - 0:47 (HM)
8. "Regret" - 4:02 (HM)
9. "Bird Song" - 0:58 (YK)
10. "Sora" - 2:23 (YK)
11. "Revival of Alseides" - 2:19 (HM)
12. "The Hurt" - 2:35 (HM)
13. "Take My Hands" - 1:11 (YK)
14. "Organ Pub" - 1:23 (YK)
15. "What'cha Gonna Do?" - 3:16 (YK)
16. "Sora's Folktale" - 1:35 (YK)
17. "Invasion of Torushina" - 1:05 (HM)
18. "Dance of Curse II" - 1:48 (YK)
19. "Black Escaflowne" - 2:57 (YK)
20. "Tree of Hearts" - 1:46 (HM)
21. "We're Flying" - 2:39 (YK)
22. "Who Will Save" - 1:55 (HM)
23. "Final Vision" - 1:33 (YK)
24. "Drinking Song" - 0:38 (YK)
25. "You're Not Alone (English)" - 3:34 (YK)
26. "Call Your Name" - 4:09 (YK)

#### Crédits
- Yoko Kanno - Compositeur
- Gabriela Robin - Auteur ("Sora", "Sora's Folktale", "Drinking Song")
- Hajime Mizoguchi - Compositeur
- Maaya Sakamoto - Interprète ("Ring", "You're Not Alone", "Call Your Name"), Auteur ("Call Your Name")
- Shanti Snyder - Interprète ("Sora", "You're Not Alone English Version"), Auteur ("You're Not Alone English Version")
- Midori - Interprète ("Sora's Folktale")
- Children of Adom - Interprète ("Drinking Song")
- Yuuho Iwasoto - Auteur ("Ring")
- Warsaw Chorus - Interprète ("Into GAEA")